# Mosquée Al-Qal'a
La mosquée Al-Qal'a (en arabe : مسجد القلعة), est une petite mosquée située à l'intérieur de la Qal'a (citadelle) de Jérusalem, au sud de Bab al-Khalil (porte de Jaffa).
Cette mosquée est composée d'une salle de prière, à laquelle on accède par une entrée relativement petite à l'est. Le plafond de la salle de prière est construit selon une forme de voûte en berceau. Elle comprend un mihrab décoré situé au milieu du mur sud de la salle de prière. Le mihrab est une niche en pierre surmontée d'un arc semi-circulaire, soutenu par des colonnes de chaque côté.
Les Ottomans ont rénové le château en 1532 et y ont ajouté un minaret. Ce minaret a ensuite été rénové en 1655, sous le règne du sultan Mehmed IV. Il se compose de trois étages en pierre. Le premier étage est la base du minaret, de forme carrée, sur laquelle repose le deuxième étage, de forme cylindrique. Le troisième étage, également de forme cylindrique, est situé au-dessus du deuxième et est de taille plus réduite. Au milieu de celui-ci, il y a une petite structure qui forme la coupole du minaret.
Israël a transformé cette mosquée et le château en un musée après avoir pris le contrôle de Jérusalem-Est lors de la guerre de 1967. Il lui a donné le nom de Musée de la Citadelle de David.